# Klaus Kjær
Klaus Villaume Kjær (født 27. marts 1952 i Roskilde) er en dansk jurist, embedsmand og politiker, der er tidligere medlem af Gladsaxe Kommunalbestyrelse og Folketinget for Fremskridtspartiet og Dansk Folkeparti.
Klaus Kjær tog efter studentereksamen fra Roskilde Katedralskole i 1971 juridisk embedseksamen fra Københavns Universitet i 1979. Han arbejdede efterfølgende som fuldmægtig i Frederiksborg Statsamt, Ankestyrelsen og Arbejdsskadestyrelsen.
Politisk debuterede han som medlem af Gladsaxe Kommunalbestyrelse i 1990 for Fremskridtspartiet, men skiftede i oktober 1995 til det dengang nystiftede Dansk Folkeparti, som han repræsenterede frem til 2005, hvor han ikke opnåede genvalg. Ved valget i 2013 blev han valgt på ny og sad nu frem til 2017 sammen med blandt andet Mogens Camre.
Fra 1996 til 1998 sad han i partiets hovedbestyrelse, ligesom han var folketingskandidat i Slagelsekredsen og Sorøkredsen. Han blev medlem af Folketinget for Vestsjællands Amtskreds ved valget i 1998 og sad en enkelt periode. Han var partiets skatteordfører, trafikordfører, forsknings- og uddannelsesordfører samt erhvervsordfører.
Som følge af sit kommunalpolitiske virke var han medlem af repræsentantskabet for Vestforbrænding og af Danmarks Biblioteksforenings hovedbestyrelse 1990-1993 samt af repræsentantskabet samme sted 1994-1998.
Han var desuden medlem af Rigsretten og er ridder af Dannebrog.